# 巴赫特·艾哈邁托夫
巴赫特·別欣別科烏勒·艾哈邁托夫（羅馬化：Baxıt Beşïmbekovïç Axmetov，1979年3月27日—）是一名哈薩克男子舉重運動員。他曾代表國家參加2000年、2004年和2008年三屆夏季奧運。

## 外部連結
- NBC 2008 Olympics profile